# Pulau Kampai
Pulau Kampai är en ö i Indonesien.   Den ligger i provinsen Sumatera Utara, i den västra delen av landet, 1 500 km nordväst om huvudstaden Jakarta.